# Оросово
Оро́сово (рос. Оросово) — присілок в Балезінському районі Удмуртії, Росія.

## Населення
Населення — 254 особи (2010; 315 в 2002).
Національний склад станом на 2002 рік:
- удмурти — 89 %